# Hans Peppler (Schauspieler)

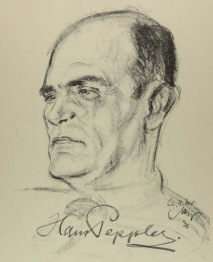
Emil Stumpp: Hans Peppler (vor 1930)

Hans Peppler (* 5. Juni 1883 in Stuttgart; † 20. Dezember 1930 in Berlin) war ein deutscher Schauspieler und Theaterregisseur.

## Leben
Peppler stand seit Beginn des 20. Jahrhunderts auf der Bühne und spielte bis zum Ausbruch des Ersten Weltkriegs in der Provinz, etwa in Glogau und Sondershausen, wo er auch als Regisseur eingesetzt wurde. Eine weitere Theaterstation war Hannover. Nach dem Krieg, zu Beginn der 1920er Jahre, setzte er seine Arbeit als Schauspieler und Spielleiter in Königsberg am Neuen Schauspielhaus fort. Zu dieser Zeit war er als Schauspiel-Genossenschaftler auch als Bezirksobmann in Ostpreußen tätig.
Hans Peppler hatte von 1924 bis 1925 am Lobetheater in Breslau und von 1925 bis 1926 am Schauspielhaus Zürich ein Engagement wiederum als Schauspieler und Regisseur. Ab August 1926 war er an den Wiener Kammerspielen und dem Theater in der Josefstadt tätig, wobei er 1927 an den Kammerspielen zusätzlich die Position des stellvertretenden Direktors wahrnahm. In Zürich inszenierte er 1925 unter anderem Goethes Drama Faust I. und 1926 an den Kammerspielen in Wien Goethes Trauerspiel Egmont. In beiden Stücken agierte er zudem als Schauspieler. Einen besonderen Erfolg feierte Peppler als Émile Zola in dem Stück Dreyfus. Im August 1929 verließ er die österreichische Hauptstadt wieder. Mit der Spielzeit 1929/1930 wurde Hans Peppler Mitglied des Ensembles der Volksbühne in Berlin. Dort spielte er auch in Frank Wedekinds Frühlings Erwachen, in Die Unüberwindlichen von Karl Kraus und in Gerhart Hauptmanns Die Weber.
Peppler gab darüber hinaus Schauspielunterricht. So bildete er unter anderem den Schauspieler Hans Finohr aus.
Hans Peppler wirkte auch in einigen Filmproduktionen mit. Darunter befanden sich 1927 der Stummfilm Sacco und Vanzetti in der Regie von Alfréd Deésy mit Lutz Altschul, Fritz Spira und Werner Pittschau und 1930 der Spielfilm Brand in der Oper von Carl Froelich mit Gustav Fröhlich, Gustaf Gründgens und Paul Mederow. Seine letzte Filmrolle spielte er mit dem Graf Pourtalès in 1914, die letzten Tage vor dem Weltbrand von Richard Oswald an der Seite von Albert Bassermann, Heinrich George und Eugen Klöpfer. Die Premiere des Filmes am 21. Januar 1931 im Berliner Tauentzienpalast erlebte er jedoch nicht mehr. 
Hans Peppler verstarb am 20. Dezember 1930 an den Folgen einer Blinddarmoperation in Berlin-Wilmersdorf. In einem Nachruf wurde seiner wie folgt gedacht: 

„Die Bezeichnung ‚Charakterdarsteller‘ ist hier absichtlich gewählt, obwohl Peppler mit seiner hohen Gestalt, seinen gleichmäßigen, ausdrucksvollen Zügen und seiner weichen Stimme dem Liebhaber- und älteren Bonvivanttypus näher zu stehen schien. Er war Charakterspieler, das heißt, er suchte in jeder Rolle einen Charakter darzustellen. Er verließ sich nicht, wie das vielfach üblich geworden ist, auf die Wirkung seiner Natur oder seines Temperaments, sondern er ging der Natur und dem Wesen der darzustellenden Figur nach.“

## Filmografie
- 1927: Das Recht zu leben
- 1927: Im Schatten des elektrischen Stuhls
- 1927: Tingel-Tangel
- 1928: Andere Frauen
- 1930: Es gibt eine Frau, die Dich niemals vergißt
- 1930: Der König von Paris
- 1930: Brand in der Oper (Zensurtitel Barcarole)
- 1931: 1914, die letzten Tage vor dem Weltbrand